# 高橋美樹
高橋 美樹（たかはし みき、1978年5月26日 - ）は、元圭三プロダクション所属のフリーアナウンサー。元秋田放送アナウンサー。

## 人物
東京都世田谷区出身。東京女子大学文理学部社会学科卒業。秋田放送での同期入社は鍋倉美保、遠藤里沙、小林美紀であり、同期の4人の中で一番若く最も在籍期間が長かった。
愛称は、「みきてぃ」。CHAGE and ASKAの大ファンである。

## 担当番組

### 秋田放送時代

#### テレビ
- 月刊 元気一番"生"テレビ（月1回不定期 土曜日10:30〜11:30、秋田中継担当）
- 24時間テレビ（2004年 - 2006年、秋田中継担当）
- ズームイン!!SUPER（秋田中継担当）
- 北都ふるさと浪漫（毎週金曜日、ナレーション）
- 「プラス1あきた」（天気キャスター、2001年4月2日 - 2004年3月26日）
- 「ABSワイドゆう」（司会）
- ゆうドキっ!（2006年4月3日 - 2007年3月30日）

#### ラジオ
- これはkikiますビタミンラジオ（パーソナリティ）
- 高橋美樹の あさBANG!（パーソナリティ）

※ 元気一番 生テレビの出演があるときは代役を頼んでいた。
- 元気満タン秋田だwin（パーソナリティ）
- ごごはWIN'S木〜金曜日（2006年4月 - 2007年3月、パーソナリティ）

### 圭三プロダクション
- ラジオショッピング（FM Yokohama、金曜担当）